# August Erlingmark
Jan August Erlingmark (Göteborg, 22 aprile 1998) è un calciatore svedese, difensore o centrocampista dell'IFK Göteborg.

## Biografia
È figlio di Magnus Erlingmark, già difensore dell'IFK Göteborg dal 1993 al 2004 nonché bronzo ai Mondiali di USA '94 con la nazionale svedese.

## Carriera

### Club
August è nato a Göteborg nel mezzo della lunga parentesi avuta in biancoblù dal padre Magnus.
È cresciuto nelle giovanili del Sävedalens IF, piccolo club con sede nel comune di Partille, nella periferia di Göteborg.
Una volta terminata la stagione sportiva 2014, è entrato a far parte della formazione Under-17 dell'IFK Göteborg, passando all'Under-19 un anno più tardi.
Il 26 febbraio 2017 ha giocato la sua prima partita ufficiale con la prima squadra, entrando in campo nei minuti finali della vittoria per 6-0 in Coppa di Svezia contro i dilettanti dell'Arameisk-Syrianska.
Nel precampionato della stessa stagione, tuttavia, è stato integrato stabilmente alla prima squadra, riuscendo poi a trovare spesso posto nello schieramento titolare in una stagione comunque travagliata per i biancoblù, visto il 10º posto finale in classifica. Nel marzo 2018 ha rinnovato il proprio contratto con l'IFK Göteborg fino al 2021. Al termine del suo quinto campionato con il club, ha annunciato che non avrebbe rinnovato il contratto in scadenza per iniziare altrove una nuova parentesi.
Il 12 gennaio 2022 è passato a parametro zero ai greci dell'Atromītos. Nell'ottobre dello stesso anno ha firmato un'estensione fino all'estate 2024. La sua parentesi ellenica è durata due anni e mezzo, fino alla scadenza contrattuale. 
Svincolato, il 9 luglio 2024 è stato ufficializzato il suo ritorno all'IFK Göteborg in virtù della firma di un accordo della durata di quattro anni e mezzo.

### Nazionale
Ha giocato nella nazionale svedese Under-19, Under-21 e ha anche collezionato una presenza con la nazionale maggiore, seppur ottenuta in occasione di un'amichevole invernale con una Svezia sperimentale composta perlopiù da giocatori militanti nei campionati scandinavi.

## Palmarès

### Club

#### Competizioni nazionali
- Coppa di Svezia: 1

IFK Göteborg: 2019-2020